# Stade Jean Dauger
L'estadi Jean-Dauger és un estadi de rugbi situat a Baiona, als Pirineus Atlàntics.